# Cova de les Calaveres
Die Cova de les Calaveres (valencianisch) oder Cueva de las Calaveras (spanisch) (dt. „Schädelhöhle“) ist eine Höhle in der Region Valencia in Spanien. Sie liegt auf der Südseite des sich hier zur Küstenebene weitenden Tals des Girona, in 75 Meter Höhe, und rund 1000 m von dem Ort Benidoleig entfernt. Die Höhle erhielt ihren Namen, weil man dort im 18. Jahrhundert Skelettreste von zwölf Menschen fand. Ein Teil der Höhle liegt unter dem Grundwasserspiegel.
Mit Ausmaßen von 440 Meter Länge und bis zu 50 Meter Höhe zählt die Höhle zwar nicht zu den größten an der Costa Blanca, weist aber zahlreiche interessante Spuren von Menschen auf, die bis in die Altsteinzeit zurückreichen. Seitdem diente sie den Menschen immer wieder als Unterkunft und Schutz. Heute kann man die Höhle besichtigen.

## Geschichte
Der spanische Botaniker Antonio José Cavanilles gilt als Entdecker der Höhle. Er berichtete von ersten archäologischen Funden im Jahre 1768 anlässlich von Probebohrungen nach Wasser, dessen Vorhandensein in der Höhle bereits bekannt war. Erstes wissenschaftliches Interesse an der als prähistorischem Wohnraum bekannten Höhle zeigte 1913 Henri Breuil. Der in Alcoy geborene spanische Prähistoriker Francisco Jordá Cerdá berichtete, dass man 1936 den Boden des Vorraums mit einer 50 cm dicken Zementschicht bedeckte, um ihm im Bürgerkrieg 1936–1939 als Munitionslager zu nutzen.
Breuil datierte die ältesten Funde auf mehr als 40.000 Jahre vor unserer Zeitrechnung. Es wurden Gebeine von Pferden, Ziegen, Hirschen, Wildschweinen, Kaninchen, Bären, Höhlenlöwen, Hyänen und Flusspferden gefunden. Der Backenzahn eines Nashorns wird heute zusammen mit Steinen und Pfeilspitzen und anderen Gegenständen jener Zeit im archäologischen Museum von Alicante (MARQ - Museo Arqueológico de Alicante) aufbewahrt. Die Bildung der Höhle geschah vor etwa 150 Millionen Jahren. Archäologen fanden in der Höhle die Überreste (Schädel, Knochen, Zähne) von zwölf Höhlenbewohnern, die, so vermutet man, in einer Senke der Höhle durch einen eindringenden starken Regenguss, der ihnen den Rückweg verwehrte, ertranken.

## Beschreibung
Ursprünglich wurde der Höhleneingang durch eine üppige Vegetation verdeckt, so dass man eine Einstiegsöffnung oberhalb des Höhleneingangs benutzte, die heute noch über eine Treppe zu erreichen ist. Die Temperatur in der Höhle zwischen 18 und 19 Grad und das stets vorhandene Wasser machten die Höhle als Behausung sehr gut geeignet. Der vom Feuer aufsteigende Rauch konnte durch drei Öffnungen nach oben abziehen. Die Decke des Höhleneingangs ist rußgeschwärzt durch die von den Bewohnern zum Schutz gegen eindringende Raubtiere entzündeten Feuer. Während die Wände im vorderen Höhlenteil verhältnismäßig glatt emporsteigen, sind die Wände und Decken im hinteren Teil stark zerklüftet und von Stalagmiten und Stalaktiten geformt. In Zeiten der Ersterkundung war der Höhlenboden übersät von Gesteinsbrocken und abgebrochenen Wand- und Deckenausformungen. Heute ist der Boden mit einem hölzernen Gehweg von über 400 m Länge belegt. Am Ende des Weges befindet sich ein unzugänglicher See.

## Legenden
Über die Nutzung der Höhle haben sich die Menschen schon immer Gedanken gemacht, und so wundert es nicht, dass dabei auch Geschichten entstanden, die man dem Bereich der Legenden zuordnen muss. So soll der maurische König Ali Moho von seinem Sitz auf der nur 20 km entfernten Burg von Castell de Castells aus Furcht vor dem vorrückenden Campeador El Cid in die Höhle geflüchtet sein, nachdem er diese von Kundschaftern ausfindig gemacht hatte. Er zog mit seinem gesamten Harem von insgesamt 150 Frauen dort ein und stellte sodann fest, dass es kein Entrinnen mehr gab. Die Legende hält zwei Todesursachen bereit: Tod durch Drogen oder Verschüttung durch einen Erdrutsch. Als man die von Pflanzen verdeckte Höhle entdeckte, fand man die 150 Totenköpfe in einer Kreisform vor und gab der Höhle ihren heutigen Namen. Hieraus schließt auch, dass die Erdrutschversion wohl eher nicht stimmt.
Eine andere Geschichte berichtet von Einwohnern der Küstenstadt Dénia, die auf der Suche nach Wasser die Höhle entdeckten, den darin enthaltenen großen See leerten und dahinter eine weitere Höhle ausfindig machten, in der sie ein Holzboot, zwei Metallkeulen und zwei Totenköpfe fanden. Diese konnten sowohl von zwei Menschen stammen, die in der Höhle forschten und später nicht mehr den Ausgang fanden, oder aber: „vom König und seinem Henker, die die Sklavinnen unter Drogen setzten und versuchten, mit dem Boot und dem Schatz einen anderen Ausgang zu finden. Als sie diesen nicht fanden, verstarben sie. Der Schatz ist nun eventuell in den tiefen Gewässern oder im Inneren der Erde, von wo die Edelmetalle und Edelsteine einstmals geborgen wurden.“

## Impressionen

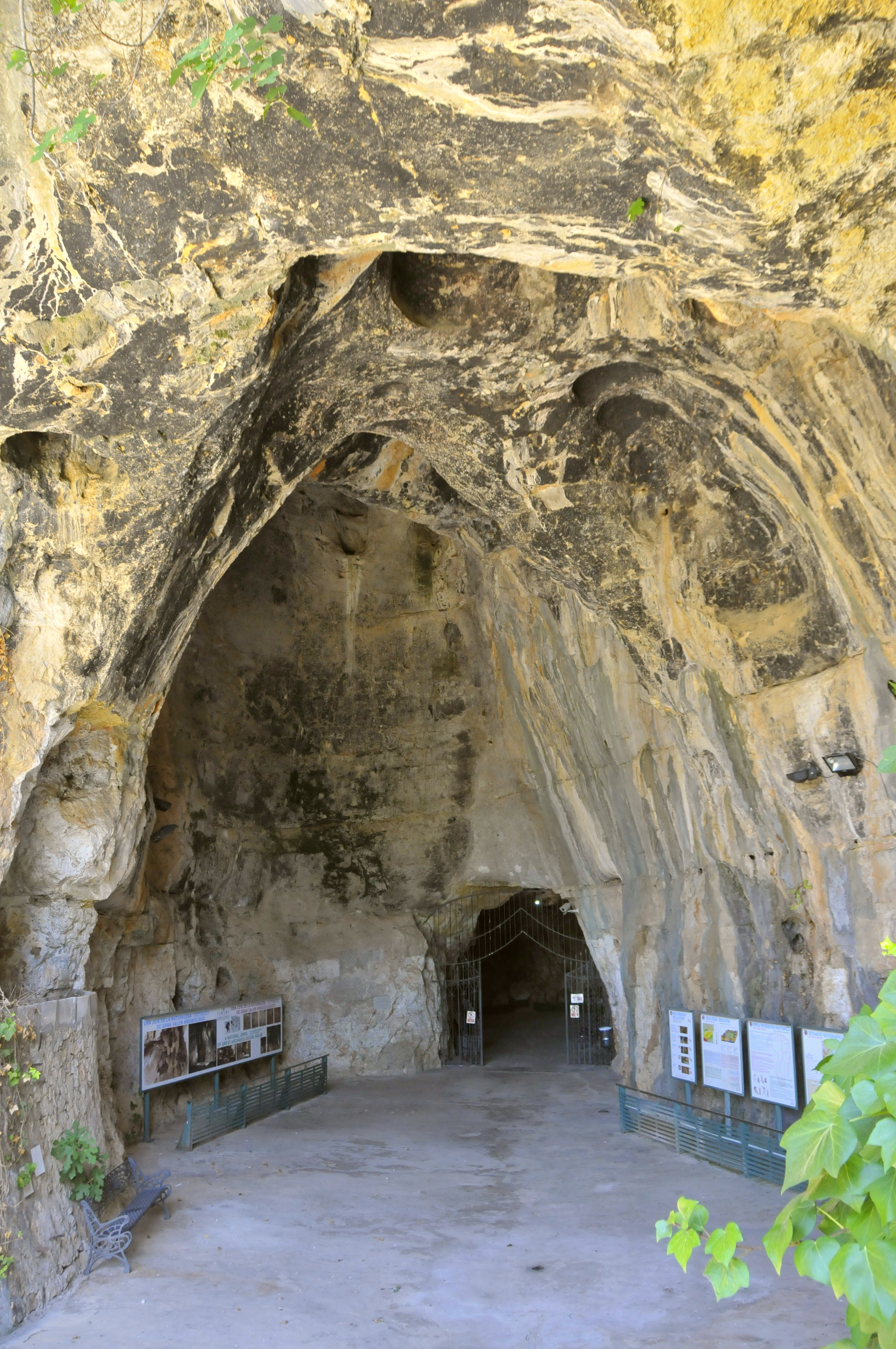
Höhleneingang mit Schautafeln
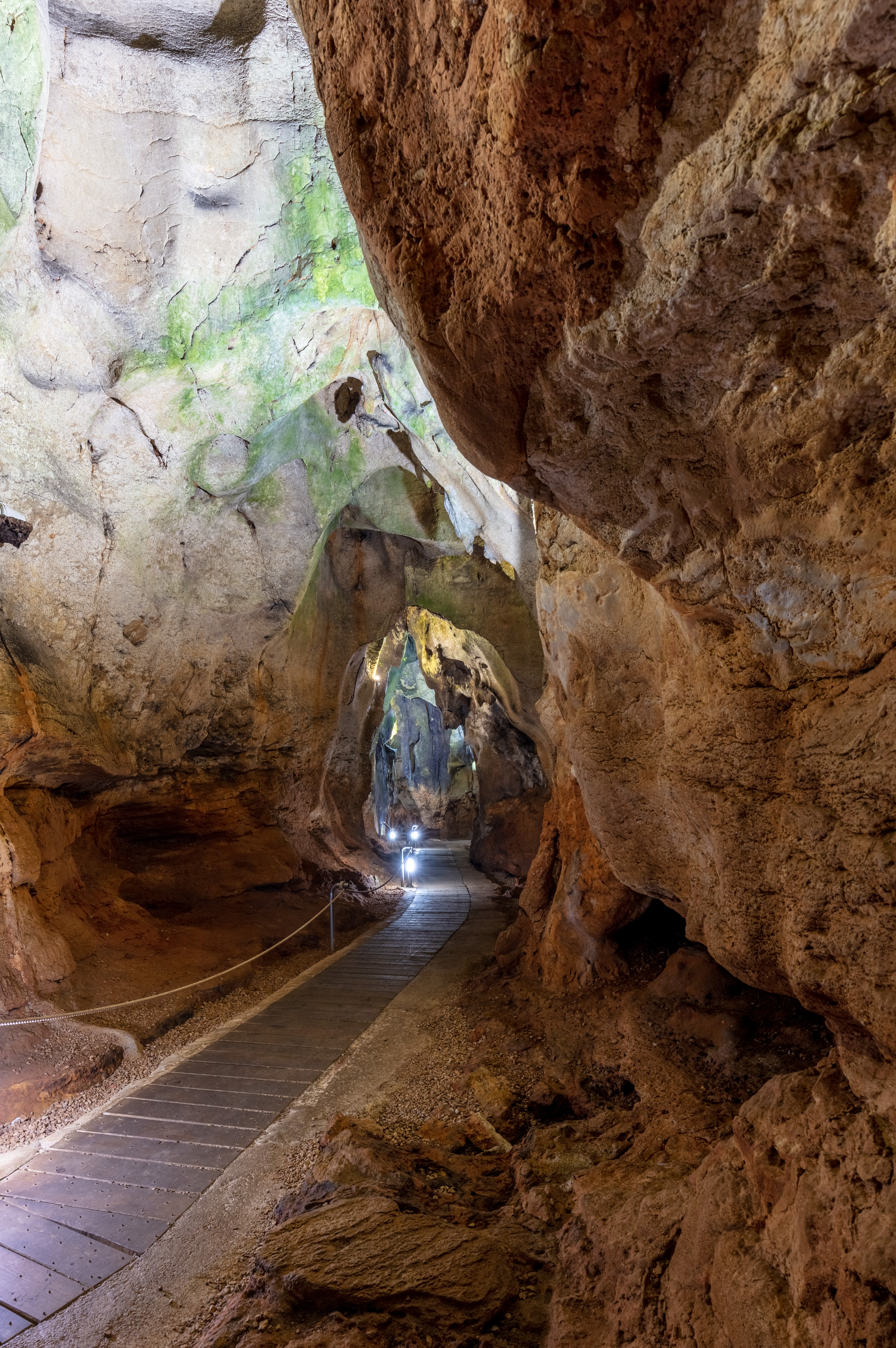
Auf dem Holzweg
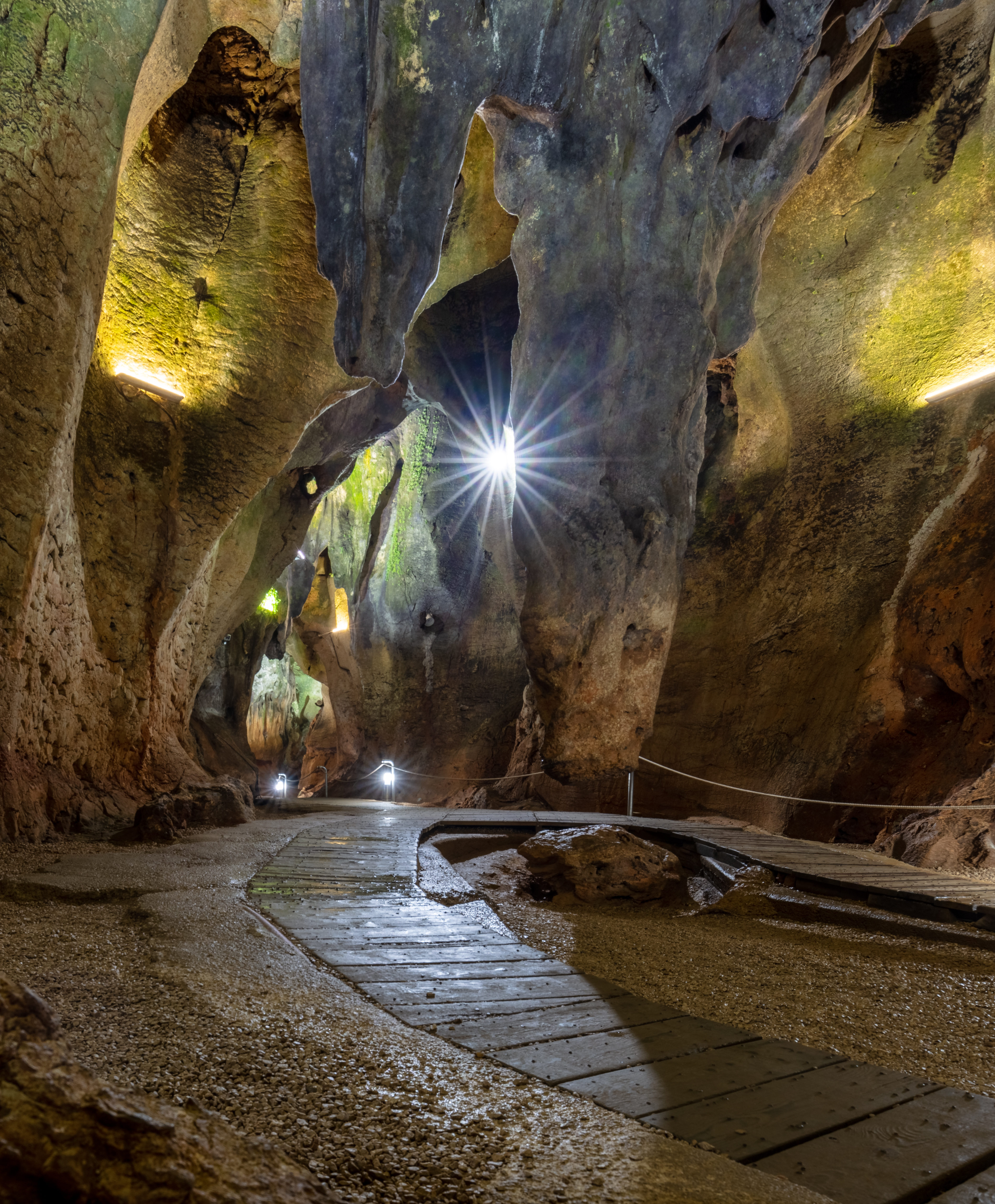
Großer, von der Decke herabhängender Stalaktit
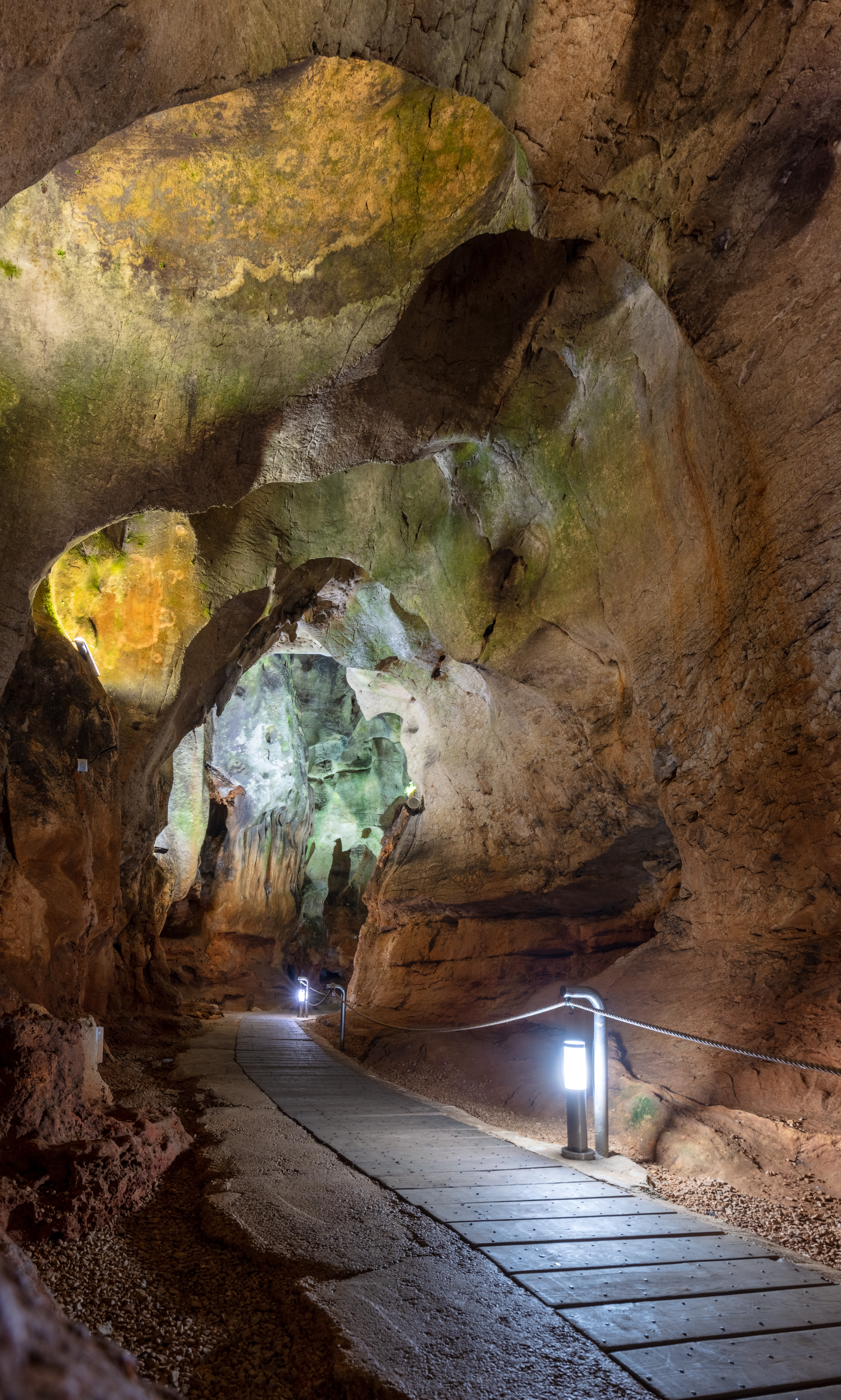
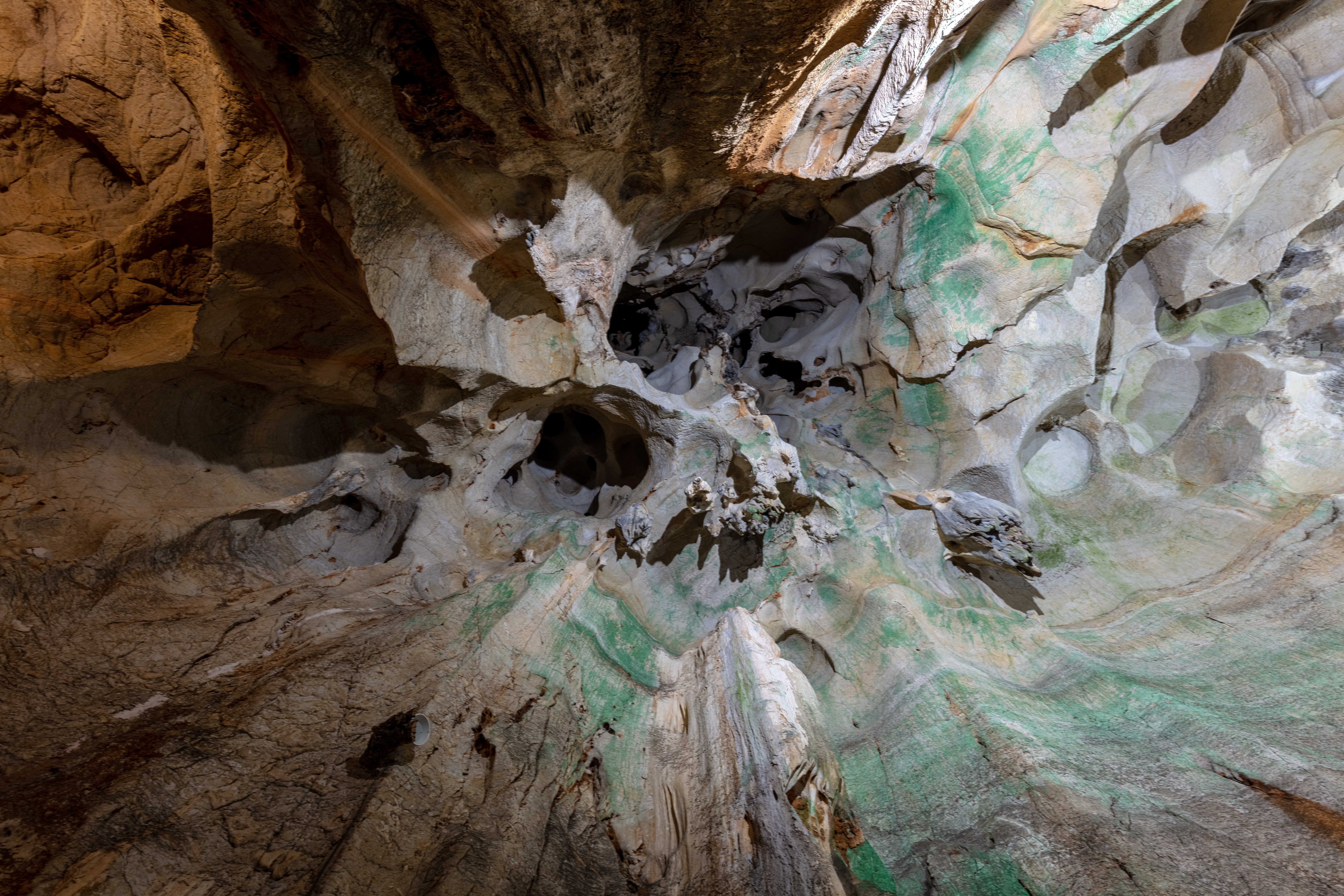
Deckenformation